# Aurora (Kansas)
Pour les articles homonymes, voir Aurora.
Aurora est une municipalité américaine située dans le comté de Cloud au Kansas.
Lors du recensement de 2010, sa population est de 60 habitants. La municipalité s'étend alors sur une superficie de 0,1 mille carré (0,26 km2).
Elle doit son nom à la déesse romaine Aurore par l'intermédiaire d'Aurora (Illinois).